# Literatura polska. Przewodnik encyklopedyczny
Literatura polska. Przewodnik encyklopedyczny – polska encyklopedia literacka, popularnonaukowy, dwutomowy słownik encyklopedyczny poświęcony literaturze polskiej opracowany i opublikowany w okresie PRL.

## Historia
Encyklopedia zawiera informacje z zakresu literatury polskiej od jej początków do lat 80 XX wieku. Powstała w okresie PRL w latach 1969–1985. Projekt zainicjowany został pod koniec lat 60. XX wieku przez wydawnictwo PWN, które powołało komitet redakcyjny. Rozpoczął on pracę w 1969 pod przewodnictwem prof. Juliana Krzyżanowskiego, a po jego śmierci w 1976 Czesława Hernasa.

## Zawartość
Encyklopedia ma charakter popularnonaukowy i w założeniu wydawcy miała stanowić przewodnik encyklopedyczny dla uczniów oraz nauczycieli, który ukazywałby rozwój literatury polskiej w rysie dziejowym. Publikacja składa się z dwóch tomów liczących w sumie 5000 haseł biograficznych oraz rzeczowych opracowanych w układzie alfabetycznym.
Większość haseł ma charakter biogramów pisarzy, poetów, wydawców, dziennikarzy oraz literatów, wybranych przez komitet redakcyjny. Tomy zawierają również opisy ważniejszych utworów literackich, a także różnych gatunków, prądów, nurtów i epok oraz dziedzin twórczości jak np. folklor czy literatura dla dzieci i młodzieży. Część haseł dotyczy nauki o literaturze, terminologii językowej z dziedziny wersologii, morfologii języka, socjologii literatury oraz historii rozwoju języka.
Encyklopedia zawiera informacje z dziedziny geografii – opisy miejscowości pod kątem ich znaczenia dla rozwoju wiodącej tematyki publikacji. Wydawnictwo nie obejmuje codziennych tytułów prasowych, a jedynie opisuje gazety literackie lub dodatki o tej tematyce publikowane w informacyjnych lub kulturalnych tytułach prasowych.
W przewodniku znajdują się także opisy związków literackich z innymi literaturami narodowymi (np. skandynawsko-polskie związki literackie), co stanowiło novum w polskich publikacjach encyklopedycznych.

## Krytyka
Marek Skwara w recenzji publikacji zamieszczonej w 1986 w Pamiętniku Literackim wytknął autorom zbyt wąskie rozumienie literatury, wskazując nieobecność haseł poświęconych związkom literatury z innymi dziedzinami sztuki – muzyką oraz sztukami plastycznymi. Podał przykład malarstwa odnotowując m.in. brak biogramów artystów, którzy w literaturze znaleźli inspirację do swojej twórczości i wykonali ilustracje do książkowych wydań ważnych utworów literackich jak np. Michał Elwiro Andriolli. Wskazał także szereg pominięć m.in. brak hasła „Biblia a literatura polska” oraz Realizm socjalistyczny.
Zdaniem autora przewodnik ma również za bardzo rozbudowane artykuły o instytucjach wydawniczych i literackich oraz biogramy, a przy tym zbyt ubogo potraktowane zagadnienia związane z inną tematyką. Według jego oceny na drugi plan zepchnięte zostało dzieło literackie, co zaskutkowało małą liczbą haseł poświęconych utworom literackim.

## Wydania
Słownik ukazał się po raz pierwszy w dwóch tomach opublikowanych w latach 1984–1985 w Warszawie:
- Literatura polska. Przewodnik encyklopedyczny, tom I A–M,
- Literatura polska. Przewodnik encyklopedyczny, tom II N–Ż.